# Ein Augenblick Freiheit (2008)
Ein Augenblick Freiheit (internationaler Verleihtitel: For a Moment Freedom) ist ein in österreichisch-französisch-türkischer Koproduktion hergestelltes Filmdrama und der erste Kinospielfilm des österreichisch-iranischen Regisseurs Arash Riahi. Der Film, der von den unterschiedlichen Schicksalen dreier Flüchtlingsgruppen aus dem Iran erzählt, wurde international mehrfach ausgezeichnet.

## Handlung

### Flucht und Asylanträge
Der Film beginnt mit einer Hinrichtungsszene im Iran.
Zwei Flüchtlingsgruppen aus dem Iran flüchten mit Hilfe von Schleppern und Lotsen, teils zu Fuß, teils mit Pferden, teils mit dem Auto, über das iranisch-türkische Grenzgebirge in die Türkei. Die erste Gruppe ist ein Ehepaar mit ihrem Sohn, die zweite Gruppe besteht aus dem jungen Mehrdad, der gemeinsam mit seinem Freund Ali zwei kleine Kinder, die Geschwister Azy und Arman, von den im Iran lebenden Großeltern zu den Eltern bringen sollen, die bereits als Flüchtlinge in Österreich leben. Beinahe endet die Flucht bei einer Polizeikontrolle im Bus Richtung Grenze, doch kann der eine junge Mann das Chaos ausnutzen, das die Flucht eines anderen Businsassen hervorruft, und samt dem Kind, das er auf seinem Schoß hatte, entkommen.
In einem heruntergekommenen Hotel in Ankara kreuzen sich die Wege der beiden Gruppen und zweier weiterer Flüchtlinge erstmals. Die dritte Gruppe ergibt sich durch die Not, dass das Hotel nur noch ein freies Zimmer übrig hat. Es sind dies ein älterer Iraner (Abbas) und ein jüngerer Kurde (Manu). Abbas wartet schon seit Jahren auf eine Einwanderungserlaubnis in die EU wartet, er vertraut darauf, dass die Wahrheit besser als Lügen ist. Manus hingegen ist erfinderisch, wenn es darum geht, Essen zu organisieren (schlachtet einen Schwan im Park) oder Münzen für die Zimmerheizung zu bekommen (schneidet sie aus dem Eis auf dem Fenster), und er schildert seinem Heimatdorf in Telefonaten und Briefen das Luxusleben, das er angeblich bereits führt; gestellte Fotos zeigen ihn im Anzug neben „seinem“ Mercedes, „seinem“ Haus und seiner „Frau“, alles „in Deutschland“.
Der Film erzählt in der Folge von deren unterschiedlichen Fluchtmotiven, Auswanderungszielen, Vorstellungen von der Zukunft und den vielfältigen Hindernissen, die der angestrebten Emigration nach Deutschland oder Österreich im Wege stehen. Diese und andere Flüchtlinge stellen sich täglich bei der lokalen UNO-Niederlassung an, um Asylanträge für ein europäisches Land zu stellen. Es ist jedoch schwierig, vorgelassen zu werden, und noch schwieriger, tatsächlich ein Visum zu erhalten. Es kann jedoch kein „Wunschland“ ausgesucht werden, manchen Flüchtlingen wird lediglich eine ländliche Region in der Türkei als Aufenthaltsort zugewiesen.

### Weiteres Schicksal
Bei einem Polizeieinsatz in der Nähe des Hotels werden illegale Einwanderer verhaftet, die beiden Jugendlichen und die Geschwister entgehen ihrer Verhaftung hierbei nur knapp. Doch bald wird auch der iranische Geheimdienst auf die Gruppe aufmerksam, und während einer der beiden Jugendlichen noch mit einer Bekanntschaft, einer NGO-Aktivistin, in der Disco ist, entführt der Geheimdienst den Anderen sowie die zwei Kinder. Der Jugendliche wird durch Folter dazu gedrängt, die Eltern der Kinder in die Türkei zu locken, was dieser aber mit Verweis darauf, dass er die Telefonnummer nicht auswendig wisse, verweigert. Sein Freund und die NGO-Aktivistin suchen indessen Hilfe bei der UNO, für die rasch klar ist, dass der iranische Geheimdienst dahinter steckt. Durch die Androhung internationalen Drucks durch Veröffentlichung der Geschichte in den Medien kann der Geheimdienst zur Freilassung der Drei gebracht werden. In der Folge erhalten auch alle Vier, also die beiden Jugendlichen sowie die zwei Geschwister, positive Asylbescheide und können auswandern.
Der junge Kurde und sein älterer Begleiter werden im Bus beim Singen eines kurdischen Volksliedes von zwei türkischen Nationalisten zusammengeschlagen. Während der jüngere sich vergeblich zu helfen versucht, indem er leugnet, dass er Kurde sei, und auf seine iranische Herkunft verweist, singt Abbas demonstrativ weiter, obwohl er selbst gar kein Kurde ist. Erst bei der nächsten Bushaltestelle endet die Tortur. Der Busfahrer des doppelgeschoßigen Busses bemerkt erst jetzt, da der jüngere Kurde die Treppe runtergestürzt wurde, was passiert ist. Er schreit den Nationalisten nur noch nach, dass sie eine Schande für dieses Land seien. Einige Zeit später erfährt der junge Kurde, dass er nach Deutschland einwandern darf, Abbas jedoch nicht. Seine Freude verfliegt daher rasch und er beraubt während eines von ihm hervorgerufenen Feuerwehreinsatzes im Hotel die Kasse des Hotelbesitzers, um mit dem Geld gefälschte Einreisepapiere für Abbas zu beschaffen. Erst an der rumänisch-ungarischen Grenze fliegt die Fälschung auf, Abbas wird verhaftet.
Auch der Asylantrag des Ehepaars mit ihrem Kind wird abgelehnt. Der Mann verheimlicht es seiner Frau zunächst, und als sie drauf kommt, beschließt er, unter falschem Namen (um einen anderen Betreuer, der ihn nicht erkennt, zu bekommen) und einer selbst zugefügten Verletzung erneut einen Antrag zu stellen. Im UNO-Gebäude läuft ihm jedoch sein vorheriger Betreuer über den Weg und spricht ihn mit seinem „vorherigen“ Namen an, wodurch die Sache auffliegt. In einem Verzweiflungsakt übergießt er sich mit Benzin und zündet sich vor dem UNO-Gebäude selbst an. Trotz rascher Hilfe kommt er dabei ums Leben. Im türkischen Fernsehen wird davon berichtet und die Vermutung ausgesprochen, es könne sich bei dem Selbstmörder um einen Terroristen gehandelt haben. In der Folge kehrt seine Frau mit ihrem Sohn in den Iran zurück, um zu Hause gegen das Regime zu kämpfen. Am selben Weg, in dem sie einst zu einem Treffpunkt für die Weiterfahrt gelangte, kommt ihr eine vierköpfige Familie entgegen, die offenbar ebenfalls eine Zukunft außerhalb des Irans sucht.
Der Film endet mit der Hinrichtung von zwei Männern und einer Frau durch iranisches Militär. Es ist nicht klar, ob es sich dabei um die zu Beginn des Films gezeigte Hinrichtung handelt, oder um eine ähnliche. Diesmal erkennt man jedoch Abbas unter den Verurteilten. Die letzte Einstellung zeigt sein von Folter gezeichnetes, aber lächelndes Gesicht von Abbas unmittelbar vor der Hinrichtung, die Schüsse sind nicht mehr zu hören.

## Hintergrund
In der Geschichte verarbeitet Riahi zum Teil eigene Erfahrungen. Im Alter von 10 Jahren, 1982, erlebte er mit seinen Eltern eine ähnliche Flucht durch die iranisch-türkische Gebirgsregion wie die Familie mit ihrem Kind in diesem Film. Das Schicksal seiner jüngeren Geschwister, die damals bei ihren Großeltern bleiben mussten, spiegelt sich in der Geschichte der beiden Jugendlichen und den beiden Kindern wider. Riahis Geschwister gelangten nämlich erst ein Jahr nach ihm mit ihrem Cousin und dessen Freund aus dem Iran nach Wien. Aus eigener Tasche finanzierte Riahi in den Jahren vor der Herstellung des Films ausführliche Reisen und Recherchen, unter anderem unter heutigen iranischen Flüchtlingen an der türkisch-iranischen Grenze, sowie in Drehbuchseminare. So wurde das Drehbuch im Laufe der Jahre häufig umgeschrieben.
Der Regisseur über die politische Aussage und Bedeutung des Films:

„Mein Film ergreift keine Partei. Es gibt keine Schuldzuweisungen. Es geht um Demokratie und die universelle Sehnsucht, seine Lebensträume in Freiheit verwirklichen zu können.“

Über die Verbindung des Films mit seiner eigenen Emigrationserfahrung:

„Es ist unglaublich: Meine Eltern kamen völlig mittellos und ohne die Sprache zu können in Österreich an und haben es geschafft, eine Existenz aufzubauen, sodass wir Kinder nie das Gefühl hatten, es fehlt uns an etwas. Der Film ist eine Hommage an sie und ihresgleichen. Und an Millionen Flüchtlinge auf der ganzen Welt.“

## Produktion und Verleih
Der Film wurde von Wega Film in Koproduktion mit Les Films du Losange (Frankreich) und Pi Film (Türkei) hergestellt. Die Welturaufführung erlebte der Film am World Film Festival von Montreal am 29. August 2008. In Österreich erfolgte der Kinostart am 9. Jänner 2009 im Verleih von Filmladen.
Mit Karina Ressler (Schnitt) und Monika Buttinger (Kostüme) waren auch zwei Mitarbeiterinnen an der Produktion beteiligt, die zuletzt unter anderem für Revanche (Prisma Film) tätig waren.

## Auszeichnungen
- World Film Festival Montreal 2008: Golden Zenith für den besten Debütfilm
- Zurich Film Festival 2008: Golden Eye für den besten Erstlingsspielfilm
- Viennale 2008: Wiener Filmpreis
- Festival International des jeunes realisateurs, Saint Jean de Luz 2008: Beste Regie
- Cinessonne Film Festival, Paris 2008: Public Award und Student Award
- Filmkunstfest Mecklenburg-Vorpommern 2009: Hauptpreis Fliegender Ochse
- Tromsø Internasjonale Filmfestival 2010: Publikumspreis Tromsø Audience Award.[2]